# Аль-Хурр ас-Сакафи
Аль-Хурр ибн Абду-р-Рахман ас-Сакафи (араб. الحر بن عبد الرحمن الثقفي‎) — арабский государственный деятель, омейядский правитель Испанией (716—719). Он был третьим преемником наместника в Северной Африке Мусы ибн Нусайра, который в 711 году был направлен на завоевание вестготов в Испании. Аль-Хурр был первым командующим мусульманской армии, который пересёк Пиренеи в 717 году и с небольшим отрядом вторгся в Септиманию. Его набеги были в значительной степени неудачными, за что он был низложен в 718 году.

## Биография
Арабские хроники мало рассказывают о его правления, как и христианские, которые называют его Alahor (Alahort). После убийства в 716 году Абд аль-Азиза и шестимесячного правления его двоюродным братом Айюбом аль-Ляхми, правителем мусульманской Испании был назначен аль-Хурр ас-Сакафи. Вскоре после этого он переехал из Севильи в Кордову. Аль-Хурр принимал активное участие в попытках подавления сопротивления готов. Ему приписывают усмирение практически всей Вестготской Испании, за исключением горных хребтов Басков. Он заложил основы будущей администрации Омейядов путем направления омейядских чиновников в города. Он издал указы для управления недвижимым имуществом и налогообложения, возвращения имущества христианским владельцам там, где это применимо и наказание берберов за грабеж и сокрытие незадекларированно приобретённых товаров. Работа по созданию гражданской администрации была продолжена его преемником аш-Шамхом аль-Хавляни и Яхьёй аль-Кальби.
Ни один из предшественников аль-Хурра никогда попытались пересечь Пиренеи. В 717 году он возглавил небольшую экспедицию в Септиманию, вероятно для того, чтобы разведать эту область. Позже он совершил несколько неудачных попыток налета. По этой причине халиф свергнул аль-Хурра и назначил в 718 году аш-Шамха аль-Хавляни. Аш-Шамх продолжали экспедиции во Францию, доходил до Роны, но был убит в битве при Тулузе в 721 году.